# Robert Bonnart
Pour les articles homonymes, voir Bonnart.
Robert Bonnart, baptisé le 3 novembre 1652 à Paris (France) et mort le 17 juin 1733, est un peintre et graveur français.

## Biographie
Robert Bonnart est le dixième enfant de l’imprimeur en taille-douce Henri Ier Bonnart et de Marguerite Martin. Filleul du graveur Robert Nanteuil et de Barbe Lenfantin, épouse de l’écrivain-juré Jean Petré, il grandit dans une famille d’artistes-marchands et mène une double carrière de peintre et graveur.
Alors que ses frères aînés, Nicolas Ier et Henri II Bonnart, travaillent dans la boutique parisienne de leurs parents, située rue Saint-Jacques, avant de s’établir séparément marchands d’estampes, Robert Bonnart ajoute le titre de peintre ordinaire du roi à celui de graveur et officie dans ces deux domaines, essentiellement comme praticien et non comme marchand. Il épouse en 1680 la fille d’un barbier-perruquier, Catherine Lorne, sœur du peintre François Lorne, membre de l’Académie royale et proche de Charles Le Brun. Ils ont ensemble de nombreux enfants, parmi lesquels seul Robert-François, né le 3 mars 1683, semble atteindre l’âge adulte.
La carrière de Robert Bonnart se déploie dans l’entourage de Frans Van der Meulen (1632-1690), qui devient parrain de son fils et avec qui il collabore à l’entreprise du Cabinet du Roi. Il cosigne ainsi des planches de plusieurs batailles et divertissements royaux avec son frère Nicolas Ier ou Adrien-François Bauduins. Il réalise également des peintures pour des cartons de tapisseries ou des copies dont certaines sont aujourd’hui conservées au Château de Versailles. Antoine-Joseph Dezallier d’Argenville témoigne de cette activité, en écrivant que Van der Meulen « se servoit souvent de Martin l’aîné, de Baudouin, de Bonnart & d’autres peintres pour ébaucher sur ses dessins ses grands tableaux qu’il repassoit ensuite », ainsi que pour exécuter des copies de ses peintures.

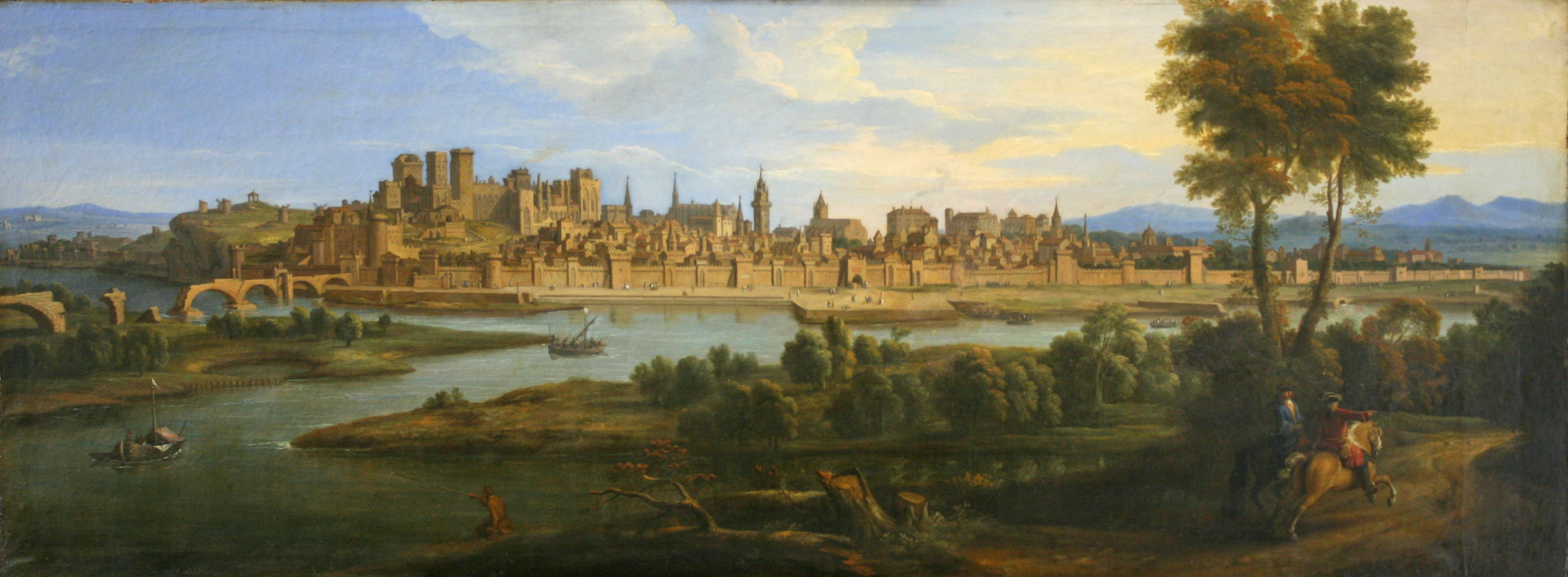
Vue d'Avignon, 1700.

Parallèlement à cette collaboration avec Van der Meulen, il mène également une carrière plus personnelle, produisant tableaux et estampes, répondant à des commandes ou réalisant des œuvres pour son propre compte, avant de les vendre dans son appartement. En janvier 1689, il présente ainsi au Dauphin « une estampe de la prise de Philisbourg, d’aprés le Tableau qu’il en a luy-mesme peint » ; cet épisode est relaté par le Mercure galant, qui désigne alors Robert Bonnart comme l’auteur d’un « Ouvrage considérable pour sa grandeur & pour son travail », s’inscrivant « dans le goust de ceux de cette nature qui ont esté faits par les plus grands hommes ». On connaît également, sous sa signature, une Vue d’Avignon en 1700, conservée au Musée Calvet, et un Repas d’Emmaüs, daté de 1713, accroché dans l'église Saint-Sulpice d'Aulnay-sous-Bois ; nous sont aussi parvenues les circonstances de la commande, en 1706, de deux tableaux pour l’église Sainte-Croix d’Orléans, représentant un Christ au jardin des oliviers et Notre-Dame dans la gloire, dont le premier est encore en place. 
Robert Bonnart pratique également la peinture de paysages sur des couvercles de clavecins, notamment en tant que collaborateur de l’ornemaniste Claude III Audran (1659-1734). En effet, sa signature a été identifiée au bas du tableau d’un prestigieux clavecin flamand (J. Ruckers 1628) transformé à Paris en 1706, et revêtu d’un décor de grotesques-arabesques sur fond doré attribué à Audran. Cet instrument appartient aujourd’hui aux collections du Château de Versailles. 
S’il fréquente des peintres de l’Académie royale de peinture et de sculpture comme Claude Hallé et Louis II de Boullogne, Robert Bonnart s’inscrit quant à lui dans le milieu de l’académie de Saint-Luc, où il devient adjoint-professeur. Il effectue la prisée de tableaux lors d’inventaires après décès comme celui de la princesse Anne de Rohan, en 1684-1685, ou du peintre Charles de La Fosse, en 1717. 
Travaillant comme graveur et peintre dans le milieu des commandes royales, il participe également au commerce de ses deux frères Nicolas Ier et Henri II, qui développent la production de gravures de mode rue Saint-Jacques dans les boutiques de L’Aigle et du Coq. Il fournit notamment de nombreuses feuilles préparatoires pour celles-ci, sanguines précises et délicates, qui sont ensuite gravées à l’eau-forte et au burin, devenant des estampes vendues et copiées dans toute l’Europe. Ne portant pas toutes sa signature, ces compositions mettent en scène des figures anonymes ou des « portraits » de personnalités de la cour, en leur conférant la même grâce et en les soumettant au même canon particulier. Le visage, totalement impersonnel, surmonte des silhouettes jeunes et graciles, sur lesquelles la position des mains est inlassablement variée. Parfois légèrement statiques, ses figures sont toujours très délicates et portent de nombreux détails sans que l’effet d’ensemble n’en pâtisse ; Robert Bonnart est ainsi incontestablement, auprès d’autres artistes parisiens comme Jean Dieu de Saint-Jean, l’un des maîtres du « dessin de mode » du règne de Louis XIV. Il s’illustre notamment dans la réalisation de personnages musiciens, comme celui de Damon jouant de l’angélique, dont l’élégante nonchalance annonce l’art d’Antoine Watteau. Plusieurs de ses dessins préparatoires sont aujourd’hui conservés au Département des Estampes et de la Photographie de la Bibliothèque nationale de France. 
Parmi les gravures imaginées par Robert Bonnart, beaucoup sont utilisées comme modèles dans les arts décoratifs durant le XVIIIe siècle ; un transfert de ses créations a ainsi lieu sur d’autres supports, comme la céramique, en France, mais aussi en Allemagne ou en Chine.
Robert Bonnart meurt le 17 juin 1733 dans l’appartement de son fils, chez qui il vivait depuis le décès de Catherine Lorne, en 1729. De nombreux tableaux sont alors inventoriés, parmi lesquels prédominent paysages et scènes de bataille. La majorité des œuvres demeure alors chez Robert-François Bonnart, également peintre, qui les conserve jusqu’à sa mort. Une vente a alors lieu, en février 1772, lors de laquelle sont dispersées les œuvres du père et du fils.